# Miéna
Miéna è un comune rurale del Mali facente parte del circondario di Koutiala, nella regione di Sikasso.
Il comune è composto da 4 nuclei abitati:
- M'Pèbougoula
- Miéna
- N'Tjéguéla
- Sintéla